# Vadim Jean
Vadim Jean (* 9. Dezember 1963 in Bristol) ist ein britischer Filmregisseur sowie -produzent.

## Leben und Wirken
Nach einem Studium der Geschichte an der Universität Warwick arbeitete Vadim Jean in der Filmindustrie und gründete 1989 seine eigene Produktionsgesellschaft.
Für Leon the Pig Farmer erhielt er 1992 den Internationalen Kritikerpreis der Filmfestspiele von Venedig und den Chaplin-Preis des Edinburgh International Film Festivals.
1994 erhielt er sowohl den London Critics Circle Film Awards in der Kategorie Beste britische Nachwuchsleistung als auch den Evening Standard British Film Award für die Vielversprechendste Nachwuchsleistung.

## Filmografie
- 1992: Leon the Pig Farmer (Regie)
- 1994: Beyond Bedlam (Regie)
- 1995: Clockwork Mice (Regie)
- 1998: The Real Howard Spitz (Regie)
- 1999: One More Kiss (Regie, Produzent)
- 2003: The Virgin of Liverpool (Produzent)
- 2004: Jiminy Glick in Lalawood (Regie)
- 2006: Scenes of a Sexual Nature (Produzent)
- 2006: Terry Pratchett’s Hogfather (Regie, Drehbuch)
- 2007: Oliviero Rising (Drehbuch)
- 2008: Terry Pratchett’s The Color of Magic – Die Reise des Zauberers (Regie, Drehbuch)
- 2010: Terry Pratchett – Ab die Post (Going Postal, zweiteiliger Fernsehfilm, Produzent)
- 2017: Charles Dickens: Der Mann, der Weihnachten erfand (The Man Who Invented Christmas, Produzent)